# کوین افوگو
کوین افوگو (انگلیسی: Kévin Afougou؛ زادهٔ ۲۶ ژانویهٔ ۱۹۹۰) بازیکن فوتبال اهل فرانسه است.
از باشگاه‌هایی که در آن بازی کرده‌است می‌توان به باشگاه فوتبال پاریس اشاره کرد.